# Christine Mirabel-Sarron
 (août 2022).
L'article doit être relu — et modifié si nécessaire — par des contributeurs indépendants pour apporter un regard critique aux contributions effectuées en violation des conditions d'utilisation de Wikipédia, tant sur la forme (notamment concernant le style encyclopédique, la proportionnalité) que sur le fond (la neutralité de point de vue, la qualité et l'indépendance des sources).
 (mai 2021).
Pour les articles homonymes, voir Mirabel et Sarron.
Christine Brigitte Mirabel-Sarron, née en 1958, est une psychiatre française spécialisée dans les thérapies comportementales et cognitives, et auteur de plusieurs ouvrages à destination des professionnels de santé et du grand public.

## Biographie
En 2021, Christine Mirabel-Sarron exerce la psychiatrie en pratique libérale dans un cabinet à Paris. Elle a d’abord étudié à la faculté de médecine Lyon-Nord. Elle s’est ensuite spécialisée en psychiatrie à l’Université Paris V René Descartes.
Elle a également travaillé à l’hôpital Saint-Anne, du groupe hospitalier universitaire Paris psychiatrie & neurosciences dans le 14e arrondissement de Paris de 1990 à 2020 en tant que chef de service adjoint du service universitaire de la clinique des maladies mentales et de l'encéphale (C.M.M.E). Elle a été responsable du service de psychothérapie durant cette période.
Christine Mirabel-Sarron a fait des études de médecine et obtient son diplôme de médecine de recherche en physiologie sur le coup de chaleur en 1983.

### Accident et handicap
En 1983, Christine Mirabel-Sarron est victime d’un accident de la voie publique dont elle sort polytraumatisée et avec différentes séquelles dont un handicap visuel sévère. À la suite de cet accident, elle s’implique dans le monde du handicap sensoriel. En 1986, elle représente la France au premier colloque européen consacré aux femmes déficientes visuelles.
En 2000, avec plusieurs autres femmes en situation de handicap, elle remet à la secrétaire d’État aux Droits des femmes et à la formation professionnelle, Nicole Péry, un livre blanc concernant un ensemble de propositions pour améliorer le bien-être au quotidien.

### Carrière en psychiatrie
Christine Mirabel-Sarron s’oriente vers la psychiatrie en 1983. Elle suit l’enseignement de Mélinée Agathon, qui a introduit les thérapies cognitives et comportementales en France. Elle devient psychiatre en 1988.
En 1990, elle dirige l’unité de thérapies comportementales du service universitaire de la C.M.M.E à l'hôpital Saint-Anne.
En 1989, Christine Mirabel-Sarron s’engage dans une formation de psychologie cognitive à l'Université Paris-VIII. En 1995, elle soutient la thèse de son doctorat de psychologie, Les marqueurs langagiers de la dépression, sous la direction d’Alain Blanchet.
À partir de 1990, elle participe à plusieurs recherches cliniques et publications scientifiques nationales et internationales. Elle publie également plusieurs ouvrages de thérapie cognitives, notamment Comment soigner une phobie avec les TCC : mieux comprendre pour mieux traiter.
Christine Mirabel-Sarron enseigne dans plusieurs universités de France et à l’international, au sein desquelles elle réalise également des conférences,.
En 2002 et 2003, elle est élue présidente de l’Association française de thérapie comportementales et cognitives.
En 2002, elle devient instructrice en thérapies comportementales et cognitives basées sur la pleine conscience, ou encore mindfulness based cognitive therapy. Elle devient formatrice nationale et intervient dans des médias spécialisés sur ce sujet.
En 2020, en raison de la crise sanitaire de la Covid-19, elle réalise plusieurs conférences et émissions de radios concernant l’impact du confinement sur la santé psychique. Au-delà de la crise sanitaire, ses prises de paroles et publications portent sur le décryptage des étapes et les moyens de faire face après un traumatisme, notamment dans ses relations amicales.

## Distinctions
- 2012 : Palmes académiques[16].
- 2019 : Chevalier de la Légion d’honneur[17].

## Publications
- Se reconstruire après un accident de vie, Éditions Odile Jacob, 2020
- Comment soigner une phobie avec les TCC : Mieux comprendre pour mieux traiter, avec  Pierre-Yves Sarron, Luis Vera, Dunod, 2018
- Pratiquer la thérapie de pleine conscience (MBCT) pas à pas - Pour lâcher prise, laisser être : Pour lâcher prise, laisser être, réguler ses émotions, récupérer sa liberté, avec Aurélie Docteur, Moretta Sala, Eryc Siobud Dorocant, Claude Penet, Dunod, 2018
- Mieux vivre avec un trouble bipolaire : Comment le reconnaître et le traiter, avec Martin D. Provencher, Serge Beaulieu, Jean-Michel Aubry, Isabelle Leygnac-Solignac, Dunod, 2016
- L'entretien en thérapie comportementale et cognitive, avec Luis Vera, Dunod, 2014
- Apprendre à soigner les dépressions - avec les thérapies comportementales et cognitives, Dunod, 2013
- Bien gérer son temps pour vivre mieux, avec Nayla Chidiac, Editions Odile Jacob, 2012
- Comprendre et traiter les phobies, avec Luis Vera, Dunod, 2012
- Mener une démarche de pleine conscience approche MBCT, avec Aurélie Docteur, Loretta Sala, Eryc Siobud Dorocant, Dunod, 2012
- Comprendre les troubles bipolaires: de la cyclothymie au syndrome maniaco-dépressif, avec Isabelle Leygnac-Solignac Dunod, 2009
- Manuel de thérapie comportementale et cognitive, avec Bertrand Samuel-Lajeunesse, Dunod, 2008
- La Dépression, comment s’en sortir, Éditions Odile Jacob, 2002
- Bien manger pour en finir avec les régimes et retrouver le plaisir de l’alimentation, Bayard. 1999
- Précis de thérapie cognitive, Dunod, 1993